# Принцип Паулі
При́нцип Па́улі (принцип заборони Паулі, принцип виключення Паулі) — квантово-механічний принцип, згідно з яким у багаточастинковій системі невзаємодіючих ферміонів жодні дві частинки не можуть описуватися хвильовими функціями з однаковим набором усіх квантових чисел.
Принцип сформульовано Вольфгангом Паулі 1925 року. Він є наслідком принципу нерозрізнюваності часток (або принципу тотожності частинок).
Ферміони характеризуються тим, що їхні хвильові функції антисиметричні щодо перестановки ідентичних частинок. Щоб забезпечити антисиметричність, хвильову функцію системи багатьох ферміонів зазвичай будують за допомогою детермінанта Слейтера, використовуючи певний набір одночастинкових хвильових функцій. Із цих одночастинкових функцій не може бути двох однакових, бо згідно з властивостями визначника при двох однакових рядках чи стовпчиках визначник дорівнює нулю.

## Історія

Два атоми, що пов'язані через спільну грань у моделі кубічних атомів

В статті 1916 року «Атом і молекула» Гілберт Ньютон Льюїс як третій (з шести) постулатів про хімічну поведінку атомів, відзначив, що зв'язок утворюється між атомами, що мають неспарені електрони, і особливу міцність такі зв'язки мають, якщо загальна кількість таких електронів дорівнює восьми (так зване правило октету). Це призвело до появи моделі кубічного атому, згідно з якою, в атомів елементів другого періоду є вісім вакантних місць, розташованих у вершинах куба, деякі з них зайняті електронами. У цій концепції взаємодія розглядалася як поєднання граней або ребер кубів, коли електрони одного атому займали вакантні місця в іншому й навпаки.

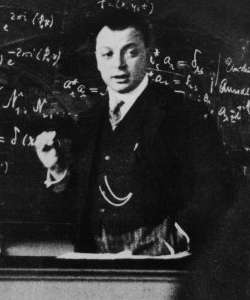
Вольфганг Паулі

У роботі 1919 року Ірвінг Ленгмюр припустив, що періодична система хімічних елементів може бути пояснена тим, що електрони розділяються на кілька електронних оболонок, перша з яких може містити лише 2 електрони, а наступні — по 8. При цьому оболонки заповнюються по черзі, а валентність атому визначається кількістю електронів на зовнішній оболонці. 1922 року Нільс Бор розвинув цю теорію з урахуванням квантової природи електронів, і показав, що різні електронні оболонки визначаються різною енергією, і саме тому електрони потрапляють на найнижче з вільних вакантних місць. Число електронів на одній оболонці могло дорівнювати 2, 8 або 18. Проте, ця теорія не пояснювала, чому кожна оболонка може містити лише скінченне число електронів
1925 року Вольфганг Паулі працював над квантово-механічною інтерпретацією аномального ефекту Зеемана. Тоді Паулі зрозумів, що різну кількість електронів на різних оболонках можна пояснити одним простим правилом, згідно з яким, кожному набору з чотирьох квантових чисел відповідає лише один електрон. Його теорія передбачала існування нового квантового числа, яке він назвав спіном, яке могло набувати двох значень. Того ж року, спін електрона був відкритий Уленбеком та Ґоулдсмітом. Пізніше принцип було розповсюджено на всі частинки з напівцілим спіном — ферміони.
У 1925 році, розвиваючи принцип Паулі, Паскуаль Йордан вивів рівняння, що описує розподіл енергії для таких частинок, назвавши його статистикою Паулі. Проте, його робота не була опублікована вчасно, тому це рівняння стало відомим після публікації Енріко Фермі і Поля Дірака під назвою статистика Фермі-Дірака.

## Математичне обґрунтування

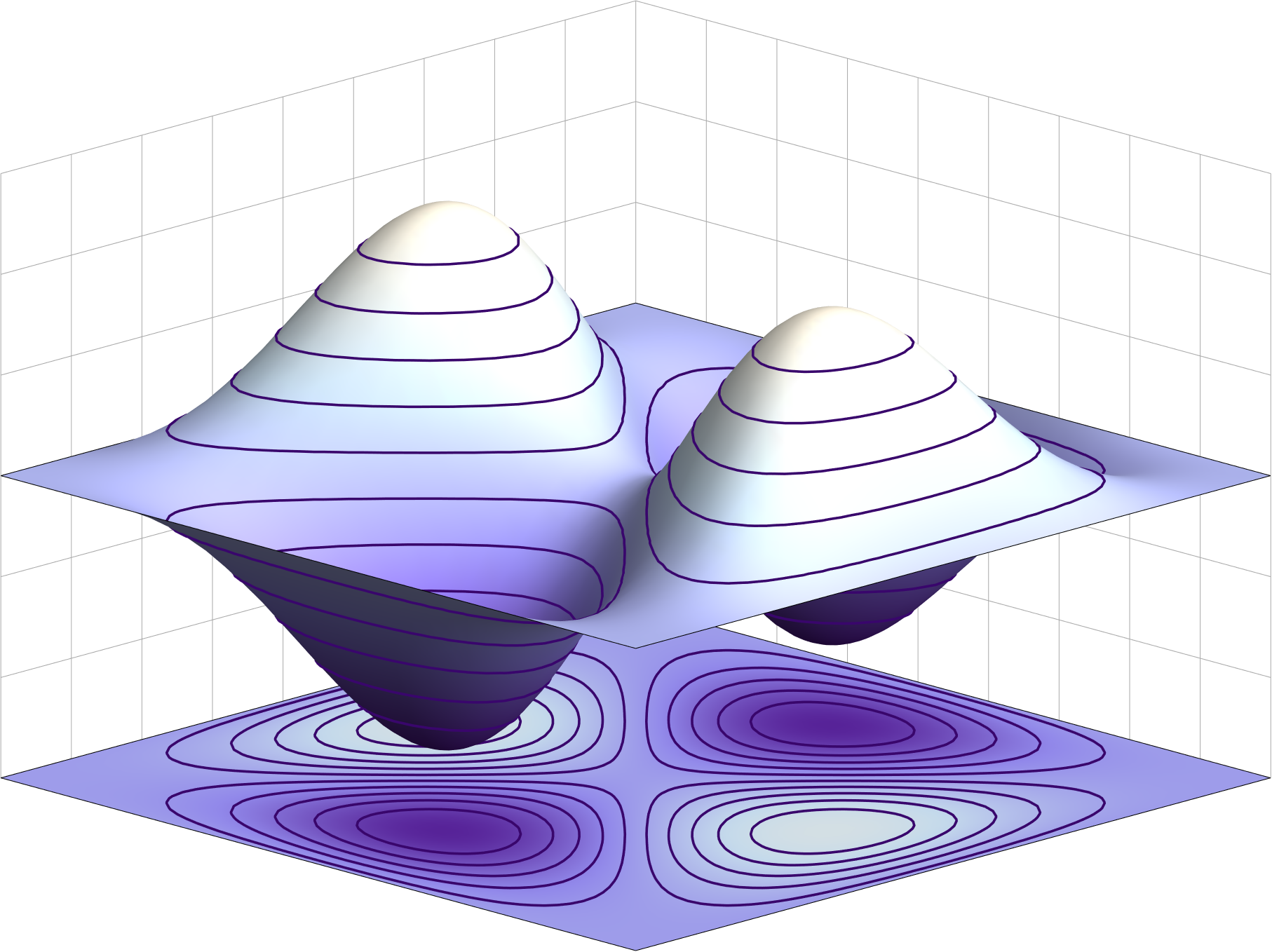
Антисиметрична хвильова функція двох частинок у нескінченній потенціальній ямі

Хвильова функція, що описує багаточастинкові системи, залежить від спіну й координат кожної з частинок, а також від часу:
{\displaystyle \Psi =\Psi (x_{1},x_{2},...x_{N},t)}
Через принцип нерозрізнюваності часток, ймовірність знайти частинку у деякому об'ємі простору не має змінюватись, якщо переставити дві частинки місцями. Ймовірність пропорційна квадрату хвильової функції, тому сама хвильова функція може або лишитись незмінною, або змінити знак. У першому випадку кажуть про симетричну функцію, а в другому — про антисиметричну. Теорема Паулі стверджує, що те, якою буде хвильова функція (симетричною чи антисиметричною), залежить від спіну частинки. Бозони, частинки з цілим спіном (0, 1, 2, …) комутують, тобто, мають симетричні хвильові функції, а ферміони — частинки з напівцілим спіном (1/2, 3/2, 5/2 …) — навпаки, антикомутують, тобто, їх хвильові функції антисиметричні.
Якщо припустити існування системи з кількох ферміонів, у якій два з них перебувають в однаковому стані, то перестановка цих частинок ніяк не вплинула б на хвильову функцію системи. З іншого боку, така перестановка мала б змінити знак функції. Обом цим умовам одночасно відповідає лише функція {\displaystyle \Psi \equiv 0}, тобто, відсутність будь-яких частинок. Із цього випливає, що в системах ферміонів така ситуація (існування двох частинок в однаковому стані) є неможливою.

### Квантові числа
Квантові числа, тобто, набір величин, які у двох ферміонів не можуть повністю збігатися, виникають при розв'язанні рівняння Шредінгера й пошуку хвильової функції для конкретної системи. Кількість квантових чисел може відрізнятися залежно від складності системи. Наприклад, електрон в атомі описується чотирма квантовими числами, а електрон у потенціальній ямі — лише одним. Наразі невідомо загального способу визначити, скількома квантовими числами буде описуватися довільна система.
Крім того, частинки можуть мати й внутрішні квантові числа, що не залежать від їх руху, але визначають їх взаємодію, такі як спін, парність, або колірний заряд.

## Застосування

### Будова електронних оболонок
Кожен електрон у електронній оболонці атома має чотири квантових числа:
- Головне квантове число, що визначає енергію електрона ({\displaystyle E_{n}={\frac {E_{1}}{n^{2}}}}) і розмір орбіталей, позначається літерою n і може бути будь-яким цілим числом, більшим за нуль. Історично, ці числа позначають заголовними латинськими літерами від K до Q, або цифрами від одного до семи. Ці числа відповідають семи періодам періодичної системи елементів.
- Орбітальне квантове число, що визначає орбітальний момент імпульсу електрона, позначається літерою l, і може приймати значення від 0 до n-1. Також це число визначає форму електронної хмари. При l=0 вона сферично-симетрична, а при більших значеннях має складнішу форму. Позначається малими англійськими літерами s, p, d, f, g.
- Магнітне квантове число, або азимутальне квантове число, визначає орієнтацію орбіталі у просторі, позначається літерою m, і може приймати значення від -l до l включно.
- Спін, визначає внутрішній момент імпульсу електрона, позначається літерою s, і може приймати два значення, ½ і -½. Разом з орбітальним квантовим числом визначають повний момент кількості руху електрона. Два електрони, що мають однакові квантові числа, і відрізняються лише значеннями спіну називають електронною парою.

При побудові стану багаточастинкової квантово-механічної системи із одноелектронних станів два електрони не можуть перебувати в однаковому стані. Таким чином, кількість можливих комбінацій цих параметрів, а отже, і кількість електронів на конкретній орбіталі залежить від квантового числа n як {\displaystyle 2n^{2}}.
Кількості електронів на підорбіталях перших п'яти орбіталей подані в наступній таблиці:
|       | s | p | d  | f  | g  | h  | i  | Разом |
| ----- | - | - | -- | -- | -- | -- | -- | ----- |
| 1 (K) | 2 |   |    |    |    |    |    | 2     |
| 2 (L) | 2 | 6 |    |    |    |    |    | 8     |
| 3 (M) | 2 | 6 | 10 |    |    |    |    | 18    |
| 4 (N) | 2 | 6 | 10 | 14 |    |    |    | 32    |
| 5 (O) | 2 | 6 | 10 | 14 | 18 |    |    | 50    |
| 6 (P) | 2 | 6 | 10 | 14 | 18 | 22 |    | 72    |
| 7 (Q) | 2 | 6 | 10 | 14 | 18 | 22 | 26 | 98    |

### Вироджений газ
При низькій температурі або високому тиску, коли відстань між частинками стає порівняною з довжиною їх дебройлівської хвилі, речовина переходить в особливий стан, який називається виродженим газом. У цьому стані всі нижні енергетичні квантові стани виявляються зайнятими, а тому, щоб стиснути газ, потрібно перемістити частинки на більш високий енергетичний рівень, що потребує додаткових енергетичних витрат. На макроскопічному рівні цей ефект проявляється у додатковому тиску ферміонного газу.

#### Значення для еволюції зірок
Вироджений газ відіграє значну роль в космології: наприкінці еволюції термоядерні процеси в зорях припиняються, а з ним зникає й тиск випромінювання, який врівноважує гравітацію й таким чином підтримує стабільну форму зорі. Гравітація починає переважати, і зоря стискається під її дією до таких розмірів, що електронний (у білих карликах), нейтронний (у нейтронних зірках), або, гіпотетично, кварковий (у кваркових зірках) газ переходить у вироджений стан. Додатковий тиск, що виникає через це, здатен підтримувати зорю в стабільному стані необмежений час.

#### Провідність
У металах, через високу концентрацію вільних носіїв заряду й малу масу електрона, температура виродження є дуже високою — більше 10 000 Кельвінів, тобто, за звичайних умов, електронний газ у металі вироджений. Через це, частина електронів має досить високу енергію, але не може передати її (скажімо, атомам), бо всі нижчі енергетичні рівні повністю зайнято іншими електронами. Із цим пов'язані деякі характерні особливості металів, такі як висока електропровідність, теплопровідність і металічний блиск.
У напівпровідниках, при збільшені кількості домішок, концентрація електронів може стати достатньою для того, щоб електронний газ перейшов у вироджений стан. У такому випадку, властивості напівпровідника стають схожими на властивості металів.

### Кваркова теорія
Після відкриття внутрішньої структури адронів, почалися спроби її математичного опису, і побудови таблиць мезонів і баріонів за їх внутрішньою будовою (аналогічно таблиці хімічних елементів). При цьому з'ясувалося, що деякі з них складаються з трьох однакових частинок (наприклад, 
Δ−
(1232)-баріон складається з трьох d-кварків. Оскільки кварки є ферміонами, три кварки не можуть знаходитися в одному стані. Ця проблема призвела до гіпотези про існування нового, невідомого раніше квантового числа, що отримало назву «колірний заряд». Пізніше ця теорія підтвердилася, і лягла в основу сучасної квантової хромодинаміки.

### Нестабільність ядер
Протони і нейтрони є ферміонами, а тому принцип Паулі діє і для них. Через це, нуклони в ядрі розподіляються по енергетичних рівнях подібно до електронів, проте, через значно сильнішу спін-орбітальну взаємодію, кількість нуклонів на деяких з рівнів відрізняється від кількості електронів на їх орбіталях: повністю заповненими є ядра, що містять 2, 8, 20, 28, 50, 82 і 126 нуклонів одного виду. Ці числа називають магічними числами, а ядра — магічними ядрами, і їх відрізняє значно вища стабільність, порівняно з іншими, що містять більшу або меншу кількість нуклонів. Ядра, в яких число нуклонів кожного виду є магічним, називаються двічі магічними, і мають найвищу стабільність. Такі ефекти називають оболонковими. З тих же причин, ядра, що містять парну кількість протонів або нейтронів є більш стабільними, ніж ті, що містять непарну.
Також, оболонкові ефекти призводять до деяких незвичайних деформацій екзотичних швидкорозпадних ядер. Наприклад, літій-11, у ядрі якого містяться 8 нейтронів, має компактне ядро з 3 протонів і 6 нейтронів, а два інших нейтрони знаходяться на деякій відстані від нього, і утворюють так зване нейтронне гало.

### Ефективна взаємодія
Принцип Паулі формально означає неявну взаємодію в багаточастинковій системі, навіть коли безпосередньої взаємодії нема, оскільки коли відомий стан однієї частинки, то водночас достеменно відомо, що жодна інша частинка не перебуває у цьому стані. Особливо яскраво принцип виявляється, коли система невелика, така як s-орбіталь атома, на котрій може перебувати не більше двох електронів одночасно.
Розглянемо два електрони, просторові координати яких збігаються. Якщо спінові координати теж збігаються (спіни співспрямовані), то електрони не можуть перебувати в одній точці, але якщо спіни спрямовано протилежно, то електрони можуть бути в одній точці простору.

## Статистика Фермі— Дірака
Неможливість займати одні й ті самі енергетичні рівні спричиняє специфічний вигляд розподілу частинок за енергіями у виродженому газі. Цей розподіл називається статистикою Фермі-Дірака. Згідно неї, ймовірність знайти частинку у деякому стані можна виразити формулою:
{\displaystyle {\bar {n}}_{i}={\frac {1}{e^{(\epsilon _{i}-\mu )/kT}+1}}},
де εi — енергія частинки у цьому стані, k — стала Больцмана, а μ — хімічний потенціал, що дорівнює енергії, що витрачається на те, щоб додати одну частинку до системи.
Розподіл енергій, що задається цією формулою, виглядає наступним чином: всі енергетичні рівні до деякого критичного рівня є зайнятими, а вище нього розподіл описується деякою сигмоїдальною функцією, нахил якої залежить від температури.